# 扶德侯国
扶德侯国，西汉列侯国。
平帝元始元年（公元元年），封大司徒马宫为扶德侯，食赣揄县二千户。赣揄县城迁往郁洲。新莽天凤年间，马宫死国除，民户复归赣揄县管辖。。